# Heinrich Borwin zu Mecklenburg

Heinrich Borwin, Herzog zu Mecklenburg 1916

Heinrich Borwin, Herzog zu Mecklenburg [-Schwerin] (* 16. Dezember 1885 in Venedig; † 3. November 1942 in Sárszentmihály; vollständiger Name: Heinrich Borwin Albrecht Hugo Joseph Paul) war ein Angehöriger des großherzoglichen Haus Mecklenburg und mecklenburgischer Offizier.

## Leben
Heinrich Borwin wurde als viertes Kind des Herzogs Paul Friedrich (1852–1923) und seiner Frau, der österreichischen Prinzessin Marie von Windisch-Graetz (1856–1929), geboren. Der junge Herzog diente, wie zuvor sein Vater, als Leutnant im Husaren-Regiment „von Zieten“ (Brandenburgisches) Nr. 3 (Zieten-Husaren) in Rathenow und absolvierte hier seinen Militärdienst als Kavallerist. Er verursachte offenbar viele Probleme, was zum Ende seiner Militärkarriere führte. Er wurde allerdings zum Leutnant à la suite beim 2. Großherzoglich Mecklenburgischen Dragoner-Regiment Nr. 18 ernannt. Mit Wirkung vom 14. April 1908 wurde er auf Antrag des Großherzogs Friedrich Franz IV., wie zuvor schon seine Eltern 1906, entmündigt. Daraufhin ging er ins Ausland, nach England, Frankreich und in die USA. 1914 lebte Herzog Borwin in Arizona in der Nähe der mexikanischen Grenze, wo er als Cowboy Wildpferde fing. Dieses Leben gefiel ihm überraschend gut. Der Ausbruch des Ersten Weltkrieges riss ihn aus dieser Idylle.
Heinrich Borwin sollte nach Deutschland zurückkehren. Vermutlich hielt er sich, so Berichte der deutschen Botschaft in Washington, D.C., in Caracas auf. Es gelang, ihn nach San Francisco zu bringen, wo er zunächst blieb. Franz von Papen, damals als Militärattaché mit Heinrich Borwins Heimreiseplänen befasst, meinte, der Herzog solle ruhig dortbleiben. Ich glaube nicht, daß das Vaterland viel an ihm verliert. Während seine Altersgenossen zu Zehntausenden auf den Schlachtfeldern des Ersten Weltkriegs fielen, wandelte Borwin – ganz dem Leben zugewandt – wieder auf Freiersfüßen. Er hatte eine amerikanische Witwe entdeckt, die seiner chronischen Finanznot abhelfen konnte. 1915 heiratete er; doch gleichzeitig bereitete er seine Überfahrt vor, die ihn auf einem norwegischen Dampfer nach Kristiansand brachte. Von dort ging es nach Oslo und dann über Trelleborg nach Deutschland. Einen propagandistisch ausgebauten und dichterisch angereicherten Bericht dieser Überfahrt, der von dem hohen patriotischen Sinn und dem kühnen Wagemut des Herzogs künden sollte, gab Johann zur Plassow (Pseudonym von Eberhard von Puttkamer (1869–1930)) 1916 unter dem Titel Seine Hoheit – der Kohlentrimmer: die Kriegsheimfahrt des Herzogs Heinrich Borwin zu Mecklenburg heraus, für das Julius Gipkens den Titel gestaltete und das auch ins Finnische und Schwedische übersetzt wurde.
Nach seiner Rückkehr wurde die Entmündigung am 14. September 1915 aufgehoben und Heinrich Borwin als Leutnant dem 2. Großherzoglich Mecklenburgischen Dragoner-Regiment Nr. 18 zur Dienstleistung im Felde zugeteilt. Anfang 1916 erfolgte seine Beförderung zum Oberleutnant.
1921 wurde seine zweite Ehe geschieden, und er heiratete im gleichen Jahr ein drittes Mal, dieses Mal jedoch keine Tochter aus reichem Haus. 1925 befand er sich deshalb wieder in einer „äußerst drückenden Notlage“, lebte vom Verkauf der Schmuckstücke seiner Ehefrau und meinte, ihm werde bald nur noch „das Öffnen des Gashahns“ bleiben. Die letzten Jahre seines Lebens verbrachte Herzog Heinrich Borwin in Ungarn. Hier ereilte ihn im November 1942 der „Reitertod“. Heinrich Borwin zu Mecklenburg starb am 3. November 1942 in Sárszentmihály. Er war 56 Jahre alt.

### Ehen
Heinrich Borwin hat dreimal geheiratet. Am 15. Juni 1911 heiratete er in Dover die 51-jährige Elisabeth Pratt-Tibbits (* 27. Januar 1860 in New York; † 14. September 1929 in Berg), eine reiche Amerikanerin. Ihr Vermögen belief sich auf über 10 Millionen US-Dollar. Die Ehe wurde 1913 in Rostock geschieden.
1915 heiratete Herzog Borwin in New York City die 35-jährige Lily Martin (Natalie Oelrichs) (* 12. Oktober 1880 in Cheyenne; † 13. Februar 1931 in San Francisco), die Tochter des Bergbaumagnaten und Bankiers Charles May Oelrichs und Schwester von Blanche Oelrichs. Ihre Familie gehörte mit den Astors und Vanderbilts zur Spitze der US-amerikanischen Gesellschaft, ihr verstorbener Mann war ein bekannter Polospieler gewesen. Schon wenige Jahre später, im Juni 1921, wurde die Ehe geschieden.
Am 5. November 1921 heiratete er in Rom die ihrerseits gerade erst frisch geschiedene Carola Schmitz, geb. von Alers (* 3. September 1882 in Wiesbaden; † 27. September 1974 in Garmisch-Partenkirchen). Wenn diese dritte Ehe auch harmonischer verlief, so war sie jedoch in materieller Hinsicht keine kluge Entscheidung.

## Auszeichnungen
Wie alle Prinzen des großherzoglichen Hauses war Heinrich Borwin Inhaber des Großkreuzes des Hausordens der Wendischen Krone mit der Krone in Erz und der Ordenskette sowie des Großkreuzes des Greifenordens. Wohl für seine erfolgreiche Rückkehr aus den USA 1915 erhielt er das Eiserne Kreuz 2. Klasse.